# Nathan Stewart-Jarrett
Nathan Stewart-Jarrett, celým jménem Nathan Lloyd Stewart-Jarrett (* 4. prosince 1985, Londýn, Anglie, Spojené království) je britský herec. Jeho nejznámější role je Curtis Donovan v britském komediálním a dramatickém seriálu Misfits: Zmetci.
Navštěvoval Central School of Speech and Drama, kde absolvoval v roce 2006.

## Filmografie

### Film
| Rok  | Název                          | Role            | Poznámky            |
| ---- | ------------------------------ | --------------- | ------------------- |
| 2011 | Will You Marry Me?             | Dillon          | krátkometrážní film |
| 2012 | Komik                          |                 |                     |
| 2013 | Dom Hemingway                  | Hugh            |                     |
| 2014 | Válečný manuál                 | Austin          |                     |
| 2015 | Tři v šachu                    | recepční        |                     |
| 2019 | Chlapec, který se stane králem | pan Kepler      |                     |
| 2019 | Mope                           | Steve Driver    |                     |
| 2020 | Spor                           | herec Paul      |                     |
| 2021 | Candyman                       | Troy Cartwright |                     |

### Televize
| Rok           | Název                               | Role                 | Poznámky                                   |
| ------------- | ----------------------------------- | -------------------- | ------------------------------------------ |
| 2007, 2010    | Casualty                            | Tunde/Luke Whitby    | díly: „Core Values“ a „Making Other Plans“ |
| 2009          | Coming Up                           | Sam                  | díl: „Apples and Oranges“                  |
| 2009          | Poldové                             | Georgie              | díl: „Long Gone“                           |
| 2009–2012     | Misfits: Zmetci                     | Curtis Donovan       | 25 dílů                                    |
| 2010          | Money                               | Felix                | 2 díly                                     |
| 2013          | Obchodní dům Paradise               | Christian Cartwright | díl 2.7                                    |
| 2013–2014     | Utopia                              | Ian Johnson          | 12 dílů                                    |
| 2015          | Prey                                | Richard Iddon        | 3 díly                                     |
| 2016          | Houdini and Doyle                   | Elias Downey         | díl: „In Manus Dei“                        |
| 2016          | Kolekce                             | Lewis                | 3 díly                                     |
| 2017          | Cassandra French's Finishing School | Elijah               | 6 dílů                                     |
| 2017          | Vzhůru ke hvězdám                   | Barrett Hopper       | vedlejší role, 6 dílů                      |
| 2019          | Čtyři svatby a jeden pohřeb         | Tony                 | vedlejší role, 8 dílů                      |
| 2019          | Adulting                            | Theo                 | mini-série, hlavní role, 6 dílů            |
| 2019–2020     | Soud s Christine Keelerovou         | Johnny Edgcombe      | vedlejší role, 6 dílů                      |
| 2020          | Dracula                             | Adisa                | díl: „Krvavá plavba“                       |
| 2020          | Soulmates                           | Jonah                | díl: „Layover“                             |
| 2021          | Pán času                            | Leo Rugazzi          | díl: „Revolution of the Daleks“            |
| 2021          | Genera+ion                          | Sam                  | hlavní role, 11 dílů                       |
| bude oznámeno | Culprits                            | Joe                  | hlavní role                                |